# Барабарські печери

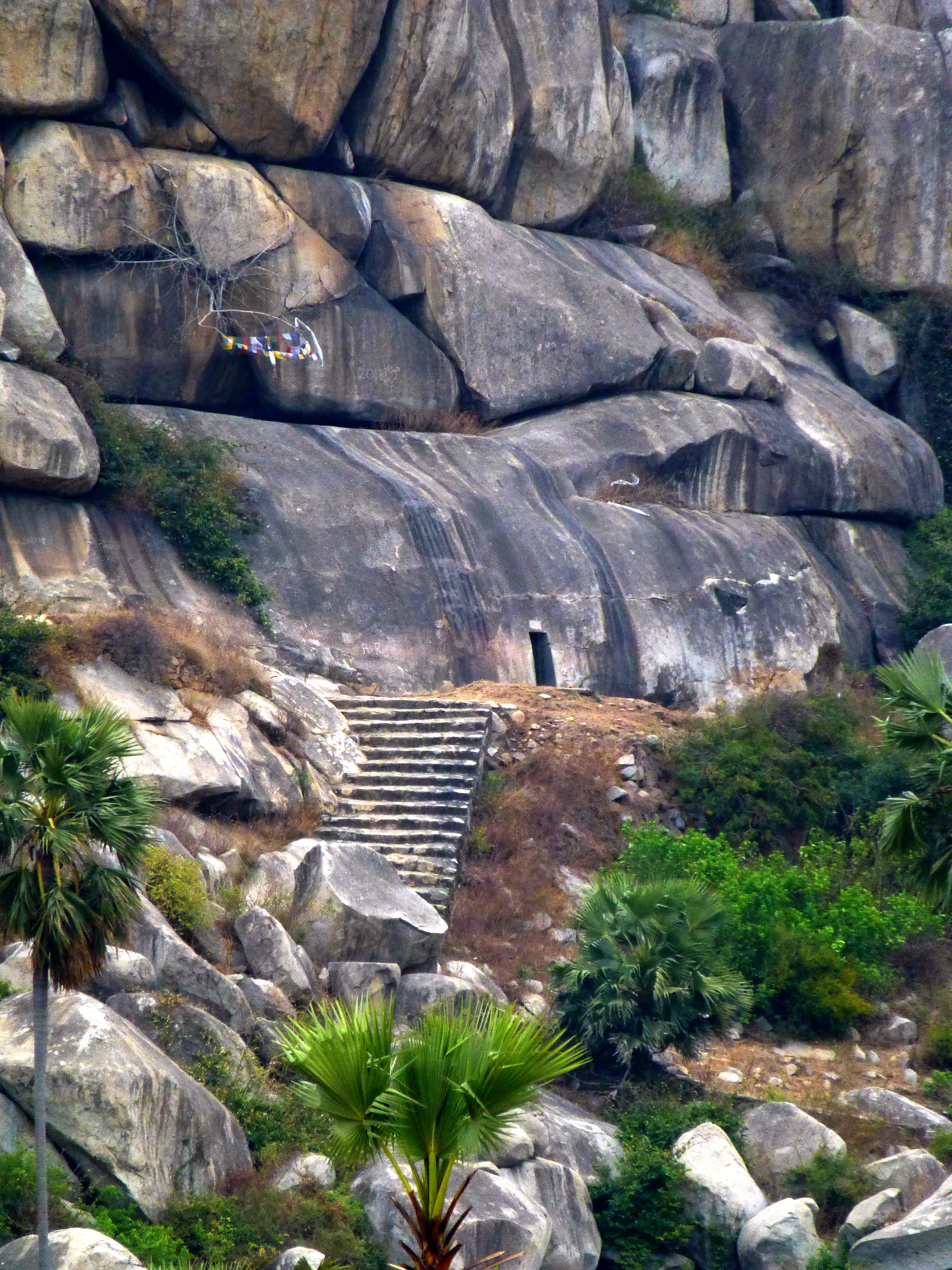
Барабарські печери

Барабарські печери (англ. The Barabar Caves) — одні з найдавніших уцілілих скельних печер Індії. Вони розташовані в Макхдампер-Блок в окрузі Джеханабад індійського штату Біхар, за 24 км на північ від округу Гая. Більшість печер датуються епохою імперії Маур'їв (322—185 роки до н. е.). У деяких з них висічені едикти Ашоки.

## Загальний опис
Чотири печери знаходяться в Барабарських, а три — в Нагарджунських скелястих височинах. Ті, що розташовані на відстані 1,6 км від групи височин Нагарджуни, іноді відносять до печер Нагарджуни. Ці вирубані в скелі гроти датуються III століттям до н. е., періодом правління маурійского імператора Ашоки (бл. 273—232 до н. е.) і його онука Дашаратхи Маур'ї. Попри те, що правителі були буддистами, в імперії була запроваджена політика релігійної толерантності. Завдяки цьому набули поширення різні джайнскі секти.
У печерах перебували аскети секти адживіки, заснованої Макхалі Гошала — сучасником засновника буддизму Гаутами Будди, а також 24-го і останнього тіртханкари джайнізму Махавіри. Тут також знаходяться декілька висічених в скелях буддійських і індуїстських скульптур.
Більшість печер Барабар складаються з двох вирубаних з граніту приміщень з ретельно відполірованими внутрішніми поверхнями й унікальною акустикою. Перше приміщення становить великий прямокутний зал, в якому збиралися служителі, а в другому — невеликому, круглому, куполоподібному — відправлялися релігійні культи. Можливо в дальньому приміщенні знаходилася невелика схожа на ступу споруда, проте на даний момент приміщення порожні.
Печери згадуються у романі англійського письменника Е. М. Форстера «Подорож до Індії» (проте автор змінює їх назву на Марабарські).

## Печери Барабар
У групі височин Барабар розташовані чотири печери — Каран Чаупар, Ломас Ріши, Судам і Вішваджопрі. Печери судам і Ломас Ріши — найдавніші зразки індійської скельної архітектури, деталі якої визначилися в маурійский період і користувалися популярністю протягом наступних століть. Доказом цьому можуть бути великі буддійські чайтьї, що зустрічаються у штаті Махараштра, наприклад, в печерах Аджанта і Карла. Ці деталі також мали істотний вплив на скельну архітектуру Південної Азії. У Барабарських печерах — величні арки, аналогів яким майже не було в історії стародавнього світу.
- Печера Ломас Ріши. Фасад печери Ломас Ріши відтворює форму арки і нагадує сучасну дерев'яну архітектуру. На різьбленому архітраві порталу зображені фігури слонів, що вклоняються ступам.
- Печера Судама. Була освячена маурійским імператором Ашокою у 261 р. до н. е. Арки Судами мають дугоподібну форму. Печера складається з круглого склепінного приміщення і прямокутного мандапу.
- Каран Чаупар (Карна Чаупар). Складається з однієї прямокутної кімнати з ретельно відполірованими поверхнями. Тут висічені написи, які можуть датуватися 245 р. до н. е..
- Вішваджопрі. Печера складається з двох прямокутних приміщень. До неї ведуть сходи Ашоки, висічені у скелі.

## Печери Нагарджуни
Печери, розташовані неподалік від Нагарджуни, менші за розміром і з'явилися пізніше, ніж Барабарські. Загалом їх три:
- Гопі (Гопі-ка-Кубха). Відповідно до написів, король Дашаратха дарував її послідовникам адживіки прибл. у 232 р. до н. е..
- Печера Вадітхі-ка-Кубха (Ведатхіка Кубха). Розташована в міжгір'ї.
- Печера Вапійя-ка-Кубха (Мірза Манді). Також є дарунком Дашаратхи послідовникам адживіки.

## Інтернет-ресурси
- Пам'ятки історії